# カンポベロ島
カンポベロ島（英: Campobello Island, [ˌkæmpəˈbɛloʊ] アメリカ: [-poʊˈ-]）はカナダのニューブランズウィック州シャーロット郡に属する島。アメリカ合衆国の国境に近いファンディ湾の湾口に位置し、米国のメイン州本土と架橋接続されている。19世紀末から20世紀にかけては北米東海岸の高級避暑地として栄え、とりわけ米国元大統領フランクリン・デラノ・ルーズベルトゆかりの島として知られる。人口は2016年現在、872人。

## 地理
ファンディ湾の内湾、米加国境にまたがるパサマクォディ湾の内部にある小さな島々の中で、最も外側かつ最大の島である。島の大きさは、南北14km・東西は最も広い場所で5kmで、面積は39.6km2。島の南東部、ファンディ湾の入り口にはさらに大きなグランド・マナン島があり、また島の北西にはこれらに次ぐ大きさのディア島がある。西は国境を隔てて米領ムース島の町・イーストポートに向かい合う。
北岸には断崖絶壁のイースト・クォディ岬が、西にはチャーリー岬およびマルホランド岬灯台がある。島の南西岸からは、ルーベック海峡を隔てて目と鼻の先に、米国最東端の町ルーベックを望むことができる:7。海峡の最狭部はわずか600mほどである:62。
カナダ本土および他の島々との道路接続はないが、フランクリン・デラノ・ルーズベルト橋により対岸のルーベックへは陸路で渡ることができる。夏季（6月～9月）のみ、ディア島を経由してレテテへと2回のフェリー乗船によって、国境を越えずにカナダ本土へと渡ることができる。2017年にボートが沈没した影響で、フェリーが一時休航状態にあったが、2019年に復旧している。なお、カナダ国内でアメリカ合衆国以外への陸上交通を持たない地域としては、この島のほかにケベック州のサン＝レジ（アクウェサスネモホーク保護区）がある。
住民の大半は漁業、農業もしくは観光業に従事している。島にはいくつかの良港があり、ウェルシュプール（Welshpool）とウィルソンズ・ビーチ（Wilson's Beach）という2つの漁業集落がある。
島の観光施設としては、ヘリング岬州立公園およびルーズベルト・カンポベロ国際公園がある。後者は1964年にルーズベルト一家の別荘跡地などを利用して創設された記念公園で、リンドン・ジョンソン米大統領とレスター・ピアソンカナダ首相の臨席のもとに開園式が行われた。米加両国の条約に基づいて2国共同の委員会による管理がなされている、世界に類をみない国際公園である。

## 自然
パサマクォディ湾の東側にはラブラドル海流が深海域に亜寒帯の冷たい海水を運び、それによりこの地域では最も冷涼な夏の気候と濃霧がもたらされる。これらの条件によって、はるか北方のニューファンドランド島や高地で見られるような、岬の灌木群や沿岸の隆起泥炭地を見ることができる。さらに、潮流がもたらす栄養素の湧昇のため、公園周辺の水域は東海岸でも有数の無脊椎動物の宝庫となり、栄養豊富な海水が鳥や魚や海洋哺乳類の多様性を支えている。
島は大西洋を渡る渡り鳥の通過点にあり、島内では猛禽・海鳥やウグイスやヒタキの類を始めとしておよそ160種の鳥類を見ることができる。うち半数以上の種は島内で繁殖を行う。島の沖合ではタイセイヨウセミクジラなどのクジラ類が回遊しているが、これらが漁網に絡まる案件も起こっており、島を拠点とするホエールウォッチングの観光案内を兼ねたレスキューチームが組織されている。

## 歴史
島はもともとアメリカ先住民のパサマクォディの拠点で、先住民の言葉では Ebaghuit/Abahquict（「本土に沿った土地」）と呼ばれていた。ミクマクやアベナキが先占権を主張したこともあるが、彼らが定住的に生活していた考古学的証拠は見つかっていない。
島を訪れたと伝えられる最初のヨーロッパ人はサミュエル・ド・シャンプランとピエール・ドゥグァ・ド・モンであり、彼らは1604年に近隣のセント・クロア島に暫時的な居留地を建設した。フランス人はこの島をポール・オ・コキーユ（Port aux Coquilles「貝殻の港」）と名付けている。1713年、スペイン継承戦争後のユトレヒト条約によって島はイギリスの統治下に入り、フランスのアカディア植民地に代わってノバスコシア植民地の一部に位置付けられた。しかし、この地域への定住者が現れるのは、1759年にケベックでイギリス軍がフランス軍を破った（エイブラハム平原の戦い）後のことである:9。
1770年、英国海軍士官のウィリアム・オーウェンに島が授与され、彼によってカンポベロ島と命名された。カンポベロとは、ノバスコシア総督ウィリアム・キャンベル卿（Lord William Campbell）の名に由来する。Campbell はスコットランド・ゲール語由来の姓で「曲がった口」を意味するが、ここでは同時にイタリア語やスペイン語の campo bello（「美しい土地」）も掛けている。
1784年のニューブランズウィック植民地の創設によって島は新制度の下に置かれ、アメリカ独立戦争の難を逃れた英国王党派の援助もあって、18世紀末までに集落が発展し経済的繁栄を喫した。密輸はアメリカ独立後の島の繁栄を支えた主要因の一つであり、島の所有者や税務管理者もこれを黙認していた:8:66。米英戦争中、英国海軍がメイン地区ペノブスコット川以北の沿岸を占領したが、戦後、沖合の島々を除いてこれらは返還された。1817年、アメリカはファンディ湾の島々（カンポベロ島・ディア島およびグランド・マナン島）の領有権を放棄し、一方イギリスはムース島を含むコブスクック湾内の島々（マキアスシール島を除く）を返還した。
1866年、アイルランド共和派の秘密組織フィニアン同盟の党員700人あまりが、イギリス治下の島を占領することを狙ってカンポベロ島対岸のメイン州本土に上陸した（フィニアン襲撃）。ハリファックスから英国艦隊がすぐさま駆けつけ、軍事力をもって同盟軍を打ち払った。この一件によって、ニューブランズウィックの防衛の必要性が再確認され、翌1867年にノバスコシアおよびカナダ・ウエスト、カナダ・イーストの各植民地を統合してカナダ自治領が樹立されるに至った。

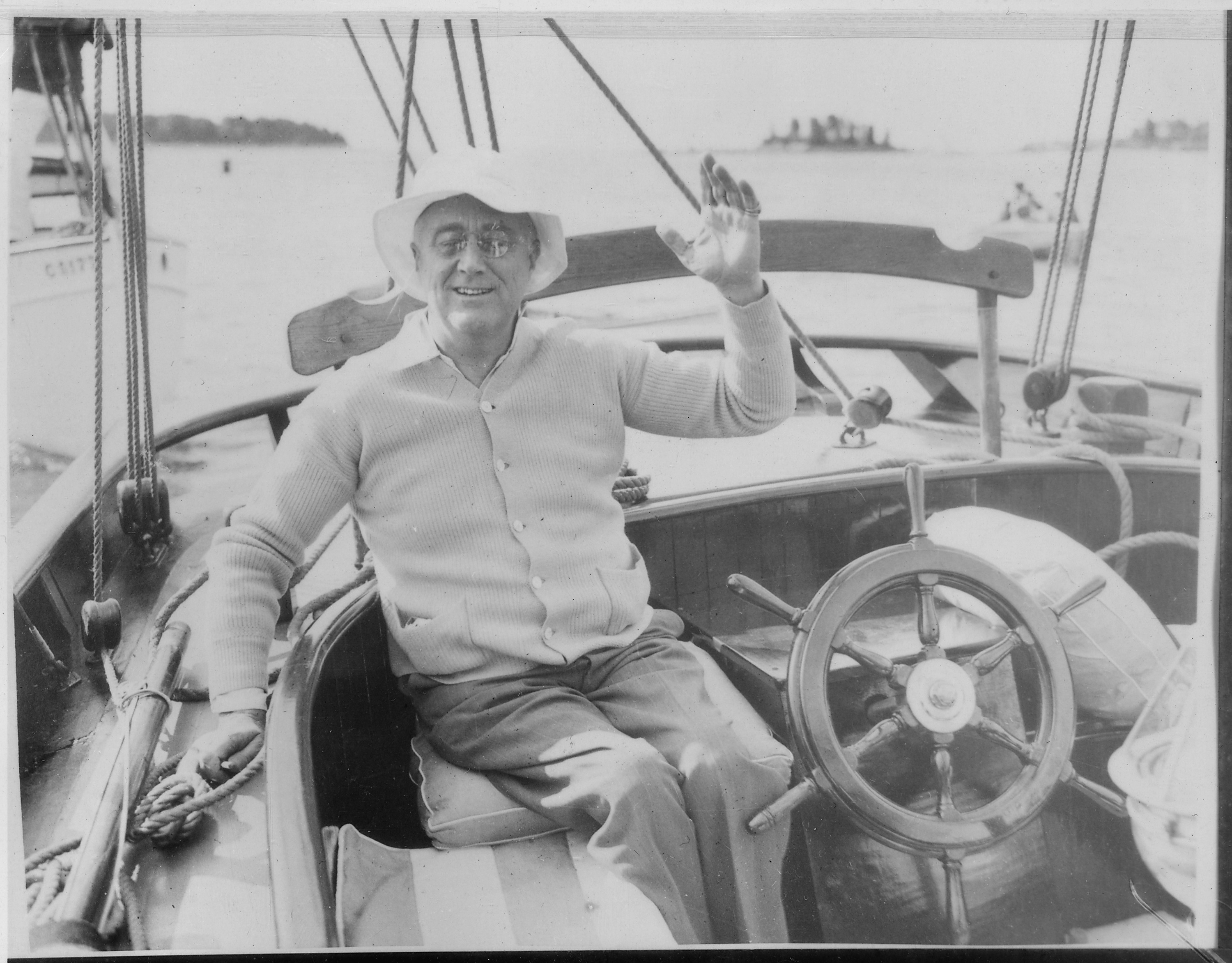
カンポベロ島のフランクリン・ルーズベルト（1933年）

カンポベロ島は常に経済の大部分を漁業に依存してきたが、1880年代になるとパサマクォディ湾岸の観光業へのポテンシャルが認識されるようになり、頃を同じくして近隣のセント・アンドリューやバー・ハーバーのリゾート建設が行われるようになった。アメリカの投資家による島内の不動産の購入により、近隣のリゾートに比べると小規模かつ高価ながら、カンポベロ島もこうした開発の拠点に組み込まれた。豪奢なリゾートホテルが建設され、島は巨万の富を築いたカナダ・アメリカの富裕層向けの人気の避暑地となった。
こうした富裕層のなかに、ニューヨーク出身のジェームズ・ルーズベルト1世とその妻サラ・アン・デラノがいた。サラ・デラノにはメイン州に多くの従兄弟があり、カンポベロ島は彼らの家族が気軽に訪ねられる夏の保養地であった。1883年、ルーズベルト一家は島に夏の別荘を構えた。彼の息子フランクリン・ルーズベルトは、幼少期から成人して別宅を構えるまでカンポベロ島で夏を過ごした。のちに大統領となる彼が、生涯車いす生活を送るきっかけとなるポリオの診断を受けたのは、1921年8月、カンポベロ島でのことであった:236。
大統領の任期中に彼が島を訪れたのは1度だけである。彼とその妻エレノア・ルーズベルトの第5子であるフランクリン・ジュニアは、1914年8月にカンポベロ島で生まれている。
避暑地としての島の黄金時代は投資家が没した1915年ごろ終わりを迎え、リゾートはその後ニューヨークの企業に払い下げられて1930年まで存続した。1962年には大統領の名前を冠した橋がメイン州と島の間に開通し、その2年後にはアメリカ・カナダの共同でルーズベルト・カンポベロ国際公園が創設された:11。

## 生活
島の唯一の幹線道路である州道774号線は、架橋を経て米国本土最東端の町ルーベックに通じている。フェリーの休航期に島からカナダの他地域に行くには、国境を2度越える必要がある。カナダ本土で買い物をする場合、オレンジなどの食料品およびペットの数品目はアメリカの税関で輸入が禁止されており購入できない。家畜の病気の際には獣医にかかるために国境で検疫が必要なだけでなく、配管工や電気技工士なども島へ呼び寄せるには引き受け手がいないなど、住民に困難をもたらしている。
島民への郵便物はアメリカを経由して配達される。2019年9月には、島を行き来する郵便物の検閲が行われるようになり、住民から非難の声が上がっている。カナダにおける嗜好用大麻合法化との関連を指摘する者もいるが、米国税関国境警備局は理由を明らかにしていない。
教育施設としてはK-12のカンポベロ島一貫校が1校所在する。